# Eleocharis parvula
El junquillo salado (Eleocharis parvula), es una especie de planta fanerógama del género Eleocharis de la familia Cyperaceae.

## Descripción
Hierba perenne y cespitosa, que brota de un tubérculo en forma de gancho o de herradura. Los tallos, de entre cincuenta y ochenta milímetros de altura y medio milímetro de ancho, son esponjosos y forman montículos de color verdoso o marrón. Su sección es redonda y culminan en una pequeña espiga ( 2-3 mm) ovalada de color verde pálido.
En esta espiga se encuentran entre dos y siete flores hermafroditas. Cada una de las cuales porta tres estambress y un ovario rematado en tres estigmas y sobrepasado por 3 a 6 sedas escabras que nacen en la base.
Es una especie hermafrodita cuya reproducción es principalmente alógama, siendo polinizada por el viento. Las nuevas plantas pueden surgir tanto de semillas como de los pequeños tubérculos que produce. Estos son dispersados principalmente por el flujo y reflujo  de  las  mareas, y ocasionalmente también adheridos a las patas de las aves.

## Distribución y hábitat
Su distribución ocupa las costas norteamericanas, prácticamente todo el litoral europeo y algunos puntos norteafricanos. En España se encuentran poblaciones muy aisladas en Asturias, Cantabria y Galicia.
Crece en el fango de pequeñas charcas y canales poco profundos de agua salobre, de las marismas internas subhalófilas y las colas de los estuarios. En estos lugares forma poblaciones, prácticamente monoespecíficas generalmente acompañada de Ruppia maritima, Apium nodiflorum, Paspalum vaginatum y Atriplex prostrata.